# Songo (Zabré)
Pour les articles homonymes, voir Songo.
Songo est une commune située dans le département de Zabré de la province de Boulgou dans la région du Centre-Est au Burkina Faso.